# Landsteiner (cráter)
Landsteiner es un pequeño cráter de impacto lunar con forma de cuenco, ubicado en el centro del Mare Imbrium. Es un impacto circular, sin erosión apreciable. Por su lado sur, a escasa distancia, aparece una cresta baja denominada Dorsum Grabau. Más al sur se encuentra el prominente cráter Timocharis.
|  |  |

Este cráter se identificó previamente como Timocharis F, antes de ser renombrado por la UAI.